# Jump Festa
Jump Festa (ジャンプフェスタ, Janpu Fesuta) é uma convenção de fãs de animes e mangás do Japão. É patrocinada pela Shueisha, criadora de várias revistas Jump, e foca especificamente nas revistas de mangá shōnen, como Weekly Shōnen Jump, Jump Square, V-Jump, Saikyō Jump e Shōnen Jump+. A exposição começou em 1999, e é realizada durante dois dias em dezembro com mais de 100 000 pessoas participando em todos os anos. Novos filmes, mangás, jogos e mercadorias são introduzidos durante este evento. A tradição é criar um item especial ou um episódio novo de um material já existente produzido e apresentado na convenção. Mangakás de séries populares antigas e atuais da Jump muitas vezes estão presentes, e muitos deles têm painéis onde respondem perguntas. O mascote do festival se chama Kaizo-kun (KAIZOくん), desenhado por Akira Toriyama.
Embora o evento seja focado em torno da Jump da Shueisha, o evento também funciona como uma convenção de jogos, principalmente para a Bandai Namco Entertainment, Capcom e Square Enix, que muitas vezes estreiam trailers e imagens de um jogo, e demonstrações de jogos para o público.

## Eventos

### Histórico
| Datas                     | Local                         | Not. e ref. |
| ------------------------- | ----------------------------- | ----------- |
| 18–19 de dezembro de 1999 | Tokyo Big Sight Tóquio, Japão |             |
| 23–24 de dezembro de 2000 | Makuhari Messe Tóquio, Japão  |             |
| 22–23 de dezembro de 2001 | Makuhari Messe Tóquio, Japão  |             |
| 21–22 de dezembro de 2002 | Makuhari Messe Tóquio, Japão  |             |
| 20–21 de dezembro de 2003 | Makuhari Messe Tóquio, Japão  |             |
| 18–19 de dezembro de 2004 | Makuhari Messe Tóquio, Japão  |             |
| 17–18 de dezembro de 2005 | Makuhari Messe Tóquio, Japão  |             |
| 16–17 de dezembro de 2006 | Makuhari Messe Tóquio, Japão  |             |
| 22–23 de dezembro de 2007 | Makuhari Messe Tóquio, Japão  |             |
| 20–21 de dezembro de 2008 | Makuhari Messe Tóquio, Japão  |             |
| 19–20 de dezembro de 2009 | Makuhari Messe Tóquio, Japão  |             |
| 17–18 de dezembro de 2010 | Makuhari Messe Tóquio, Japão  | 165 625     |
| 17–18 de dezembro de 2011 | Makuhari Messe Tóquio, Japão  | 163 000     |
| 22–23 de dezembro de 2012 | Makuhari Messe Tóquio, Japão  |             |
| 21–22 de dezembro de 2013 | Makuhari Messe Tóquio, Japão  | 145 000     |
| 20–21 de dezembro de 2014 | Makuhari Messe Tóquio, Japão  |             |
| 19–20 de dezembro de 2015 | Makuhari Messe Tóquio, Japão  |             |
| 17–18 de dezembro de 2016 | Makuhari Messe Tóquio, Japão  |             |
| 16–17 de dezembro de 2017 | Makuhari Messe Tóquio, Japão  |             |
| 22–23 de dezembro de 2018 | Makuhari Messe Tóquio, Japão  |             |
| 21–22 de dezembro de 2019 | Makuhari Messe Tóquio, Japão  |             |
| 19–20 de dezembro de 2020 | Somente online                | [ b ]       |
| 18–19 de dezembro de 2021 | Makuhari Messe Tóquio, Japão  | [ c ]       |
| 17–18 de dezembro de 2022 | Makuhari Messe Tóquio, Japão  |             |
| 16–17 de dezembro de 2023 | Makuhari Messe Tóquio, Japão  |             |
| 21–22 de dezembro de 2024 | Makuhari Messe Tóquio, Japão  |             |

### Anime Tour

#### 1985
- Kimagure Orange Road
- Kochira Katsushika-ku Kameari Kōen-mae Hashutsujo

#### 1994
- Captain Tsubasa (キャプテン翼 最大の敵! オランダユース)
- Ninku (NINKU -忍空- ナイフの墓標)

#### 1998
- Hunter × Hunter
- One Piece (ONE PIECE 倒せ!海賊ギャンザック)
- Seikimatsu Leader den Takeshi!

#### 2002
- Gag Manga Biyori
- Hikaru no Go (ヒカルの碁 特別編・裁きの一局!いにしえの華よ咲け!!)
- The Prince of Tennis (テニスの王子様 A DAY OF SURVIVAL MOUNTAIN 〜恐怖の強化トレーニング〜)

#### 2003
- Naruto (NARUTO -ナルト- 紅き四つ葉のクローバーを探せ)
- The Prince of Tennis (テニスの王子様 THE BAND OF PRINCES FILM KICK THE FUTURE!)

#### 2004
- Bleach: Memories in the Rain
- Eyeshield 21 (アイシールド21 幻のゴールデンボウル)
- Naruto (NARUTO -ナルト- 滝隠れの死闘 オレが英雄だってばよ!)
- Onmyō Taisenki (episódio piloto)

#### 2005
- Bleach: The Sealed Sword Frenzy (OVA)
- Eyeshield 21 (アイシールド21 クリスマスボウルへの道〜南の島で特訓だ！YA-HA-!〜)
- Gintama (銀魂〜何事も最初が肝心なので多少背伸びするくらいが丁度よい〜)

#### 2008
- Bleach (BLEACH カラブリ! 護廷十三屋台大作戦!)
- Dragon Ball (DRAGON BALL オッス!帰ってきた孫悟空と仲間たち!!)
- Pyu to Fuku! Jaguar (ピューと吹く!ジャガー〜上映前注意〜)
- Yu-Gi-Oh! 5D's (遊☆戯☆王5D's 進化する決闘! スターダストVSレッド・デーモンズ)

#### 2009
- Katekyō Hitman Reborn! (家庭教師ヒットマンREBORN! ボンゴレファミリー総登場! ボンゴレ式修学旅行、来る!!)
- Naruto (NARUTO -ナルト- THE CROSS ROADS)
- One Piece (ONE PIECE FILM STRONG WORLD)
- Tegami Bachi
- Toriko
- Yu-Gi-Oh! (10thアニバーサリー 劇場版 遊☆戯☆王 〜超融合!時空を越えた絆〜)

#### 2010
- Beelzebub (べるぜバブ 拾った赤ちゃんは大魔王!?)
- Bleach
- Level E (anúncio do anime)
- Nurarihyon no Mago
- Sket Dance (anúncio do anime)
- Tegami Bachi Reverse
- Toriko (トリコ バーバリアンアイビーを捕獲せよ!)